# Chiayi Performing Arts Center
Pour les articles homonymes, voir Performing Arts Center.
Le Chiayi Performing Arts Center (chinois traditionnel : 嘉義縣表演藝術中心) est un centre culturel situé dans le canton de Minxiong, dans le comté de Chiayi, à Taïwan. 

## Histoire
La planification du centre a commencé en 1995 et la construction en 1997. En raison de contraintes budgétaires, la construction a été suspendue à deux reprises en 1998 et 1999. Elle s'est finalement achevée en 2005. Le premier spectacle présenté au centre a eu lieu les 22 et 23 avril 2005 et le centre a été officiellement inauguré le 10 mai 2005.

## Architecture
Le centre est construit sur un terrain de 61 000 m2 composé notamment d'un auditorium, une salle de théâtre, une salle de répétition, un théâtre en plein air, une galerie d'art, une zone de services touristiques, un restaurant, des magasins, un pavillon.

## Transportation
Le centre des arts est accessible à pied au sud de la gare Minxiong des chemins de fer de Taïwan.